# 八尾信夫
八尾 信夫（やお のぶお、1852年3月14日（嘉永5年2月24日）- 1929年（昭和4年）9月17日）は、明治から大正期の警察官、政治家。衆議院議員、三重県阿山郡上野町長。

## 経歴
武蔵国江戸下谷（現東京都台東区）の久居藩邸で生まれる。久居藩校で学び、1870年（明治3年）10月から1876年（明治9年）4月まで慶應義塾、その他の私塾で研鑽した。
1876年5月、若松県に出仕し同県警部に任官。以後、福島県警部、栃木県警部、三重県警部、警視庁警部、福島県郡山警察署長、同白河警察署長、三重県津警察署長、警視庁巡査長、三重県巡査教習所長などを歴任。1888年（明治21年）12月、三重県阿山郡長に就任し、1912年（明治35年）5月まで在任した。その他、上野町長、阿山郡全町村学校組合管理者、同郡農会長、同教育会長、同衛生会長、同興農会総理、神職管理所阿山郡支所長、日本赤十字社特別社員なども務めた。
1902年（明治35年）8月、第7回衆議院議員総選挙で三重県郡部から無所属で出馬して当選し、衆議院議員に1期在任した。1903年（明治36年）3月の第8回総選挙（三重県郡部、無所属）に立候補したが次点で落選した。